# 至上の愛
『至上の愛』（しじょうのあい、A Love Supreme）は、ジャズ・サクソフォーン奏者ジョン・コルトレーンのスタジオ・アルバム。
ローリング・ストーン誌が選ぶ『オールタイム・ベストアルバム500』に於いて、ジャズ・アルバムとしてはマイルス・デイヴィスの『カインド・オブ・ブルー』の12位に次ぐ47位にランクイン。娯楽音楽であったジャズが発展し、戦後のモダンジャズが芸術音楽化した中で到達した一つの到達点を象徴した、複雑かつ極めて独創的で創造的な歴史的作品である。

## 解説
コルトレーンが神に捧げた、全4パート構成による組曲のアルバム。作曲に当たって、カバラの書物の影響を受けたという。異なるリズムを並走させるポリリズムは、メロディーと和音と音階とを軸とする西洋音楽ではなく、インドやアフリカといった地域の他にはないリズムから大きく影響を受けたと言われている。レギュラー・カルテットの渾身の演奏が高く評価された。本作でひとつの境地に達したコルトレーンは、その後より先鋭的でアバンギャルドなフリー・ジャズの領域に挑戦することとなる。
2002年、『至上の愛（デラックス・エディション）（A Love Supreme Deluxe Edition）』CD、2枚組が発売された。この2枚目に1965年7月26日にフランスの避暑地アンティーブで開催された「ジャズ・ア・ジュアン」における全4パートのライヴをフランス放送協会が録音していたものと、オリジナルLPアルバムとは別のテイクが収められている。
2015年には『至上の愛：コンプリート・マスターズ（A Love Supreme: The Complete Masters）』CD、3枚組が発売された。
2021年10月には、これまで知られていなかったシアトルのペントハウスでの1965年10月2日の全曲ライブ演奏『至上の愛～ライヴ・イン・シアトル（A Love Supreme Live in Seattle）』が発売される。この演奏は、サックス奏者のジョー・ブラジル（Joe Brazil）によって録音された。コルトレーンら4人の他に、ファラオ・サンダース (ts)、カルロス・ワード (as)、ドナルド・ギャレット (b) の3人が加わった7人編成の演奏である。

## トリビュート
- カルロス・サンタナとジョン・マクラフリンの共同名義アルバム『魂の兄弟たち』（1973年）に、本作のフレーズを抜粋したカバー収録。
- 1988年、ウィル・ダウニングの歌唱によりヒット。
- 1992年、エルヴィン・ジョーンズのコンサートで演奏される。
- 1994年、ブランフォード・マルサリスによるカバーは、インパルスのコンピレーション・アルバム『Stolen Moments: Red Hot + Cool』のディスク2に収録されている。
- 2003年、ブランフォード・マルサリスはアムステルダムにおけるコンサートでアルバム全編をカバーした。その模様は、翌2004年にDVD化された。

## 収録曲

### オリジナルLP
1面
- パート1：承認（Acknowledgement）
- パート2：決意（Resolution）

2面
- パート3：追求（Pursuance）＋ パート4：賛美（Psalm）
（パート3とパート4は一連の楽曲として演奏される）

### デラックス・エディション（2002年）
ディスク1
1. パート1：承認（Acknowledgement）
2. パート2：決意（Resolution）
3. パート3：追求（Pursuance）
4. パート4：賛美（Psalm）

ディスク2
1. イントロ（ライヴ）
2. パート1：承認（Acknowledgement）（ライヴ）
3. パート2：決意（Resolution）（ライヴ）
4. パート3：追求（Pursuance）（ライヴ）
5. パート4：賛美（Psalm）（ライヴ）
6. パート2：決意（Resolution）(Alternate take)
7. パート2：決意（Resolution）(Breakdown)
8. パート1：承認（Acknowledgement）(Alternate take)
9. パート1：承認（Acknowledgement）(Alternate take)

### コンプリート・マスターズ（2015年）
ディスク1
オリジナル・ステレオ・アルバム（Impulse! AS-77）
1. パート1：承認（Acknowledgement）
2. パート2：決意（Resolution）
3. パート3：追求（Pursuance）
4. パート4：賛美（Psalm）

オリジナル・モノラル・リファレンス・マスター
1. パート3：追求（Pursuance）
2. パート4：賛美（Psalm）

ディスク2
カルテット・セッション（1964年12月9日）
1. "Acknowledgement" (vocal overdub 2) – 2:00
2. "Acknowledgement" (vocal overdub 3) – 2:05
3. "Resolution" (take 4/ alternate) – 7:25
4. "Resolution" (take 6/ breakdown) – 2:13
5. "Psalm" (undubbed version) – 6:59

セクステット・セッション（1964年12月10日）
1. "Acknowledgement" (Take 1 / alternate) – 9:24
2. "Acknowledgement" (Take 2 / alternate) – 9:47
3. "Acknowledgement" (Take 3 / breakdown with studio dialogue) – 1:26
4. "Acknowledgement" (Take 4 / alternate) – 9:04
5. "Acknowledgement" (Take 5 / false start) – 0:34
6. "Acknowledgement" (Take 6 / alternate) – 12:33

ディスク3 
Festival Mondial du Jazz Antibesにおけるライヴ（1965年7月26日）
1. Introduction by André Francis and John Coltrane – 1:13
2. "Acknowledgement (Live)" – 6:12
3. "Resolution (Live)" – 11:37
4. "Pursuance (Live)" – 21:30
5. "Psalm (Live)" – 8:49

## 演奏メンバー

### カルテットのメンバー
- ジョン・コルトレーン - テナー・サックス
- マッコイ・タイナー - ピアノ
- ジミー・ギャリソン - ベース
- エルヴィン・ジョーンズ - ドラム

### 参加したサイドマン
- アーチー・シェップ - デラックス・エディションの"Acknowledgement" (Alternate take)
- アート・デイヴィス - デラックス・エディションの"Acknowledgement" (Alternate take)